# Йоджи Ямада
Йоджи Ямада (Тойонака, Осака, 13 септември 1931 г.) е японски филмов режисьор, автор на филмовата поредица „Тора-сан: Трудно е да си мъж“ и т. нар. самурайска трилогия („Здрач: Самурай“, „Скритият лист“ и „Любов и чест“), базирана на три романа от Шуей Фуджисава. Той е развил почти цялата си кариера в японското студио „Шочику“.

## Биография
Роден е в Осака, но поради работата на баща си като инженер за Южноманджурската железница се премества със семейството си в Далян, Китай, когато е на две години. След края на Втората световна война се завръща в Япония и впоследствие живее в префектура Ямагата.
След като завършва Токийския университет през 1954 г., се присъединява към „Шочику“ и работи като сценарист и асистент-режисьор с Йошитаро Номура.
Спечелва множество награди през дългата си кариера и е високо уважаван в Япония и от критиците по целия свят. Написва първия си сценарий през 1958 г. и режисира първия си филм през 1961 г. Ямада режисира последния си филм през 2023 г.
Той е президент на Гилдията на режисьорите на Япония, а към 2025 г. е гостуващ професор в университета „Рицумейкан“.

## Номинации
| От   | Категория                                          | Филм                 | Резултат  |
| ---- | -------------------------------------------------- | -------------------- | --------- |
| 2004 | Най-добър чуждестранен филм (не на английски език) | Здрачът на самураите | Номиниран |